# Калнишевське
Калнише́вське (до 2024 року — Першотравневе) — село в Україні, у Семенівській сільській громаді Мелітопольського району Запорізької області. Населення — 118 осіб. 

## Географія
Село Калнишевське розташоване біля витоків річки Тащенак, нижче за течією на відстані 1,5 км розташоване селище Трудове. Річка в цьому місці пересихає, на ній зроблена загата. Неподалік пролягає автошлях територіального значення Т 0805.

## Історія
Село засноване у 1889 році. 
У роки застою село входило в колгосп «Таврія», центральна садиба якого розташовувалася в Новомиколаївці. Після здобуття Україною незалежності, колгосп розпався, і на зміну йому прийшли невеликі фермерські господарства. Виникло безробіття привело до відтоку населення з села. За 2001—2008 роки населення села зменшилася з 118 до 86 осіб.
У 2000-ні роки найважливішою проблемою для села стала застаріла інфраструктура. Водопровід, прокладений на початку 1970-х років, прийшов у непридатність і приводив до величезних втрат води. У 2007—2008 роках на ряді ділянок водопровід був відремонтований. У 2008 році на вулицях села не залишилося жодного працюючого ліхтаря. Вийшли з ладу автошляхи, що сполучали село з Трудовим та Веселим, — останній ямковий ремонт на них здійснювався близько 1990 року. Через поганий стан доріг та низької рентабельності тимчасово припинено автобусне сполучення.
До 2019 року орган місцевого самоврядування —  Новомиколаївська сільська рада.
22 червня 2023 року рішенням Національної комісії зі стандартів державної мови віднесено до списку населених пунктів, які «можуть не відповідати лексичним нормам української мови», зокрема стосуватися «російської імперської чи колоніальної політики». Громаді рекомендовано обґрунтувати доцільність збереження поточної назви або запропонувати нову назву в установленому законодавством порядку
29 квітня 2024 року Комітет Верховної Ради України з питань організації державної влади, місцевого самоврядування, регіонального розвитку та містобудування подав до ВР постанову про перейменування села на Калнишевське.
18 вересня 2024 року, відповідно з постановою Верховної Ради України № 12043, ухвалено рішення про перейменування села Першотравневе на Калнишевське.